# Sydney International 1997
Il Sydney International 1997 è stato un torneo di tennis giocato sul cemento. È stata la 105ª edizione del Torneo di Sydney, che fa parte della categoria World Series nell'ambito dell'ATP Tour 1997 e della categoria Tier II nell'ambito del WTA Tour 1997. Sia il torneo maschile che quello femminile si sono giocati al NSW Tennis Centre di Sydney in Australia, dal 6 al 12 gennaio 1997.

## Campioni

### Singolare maschile
Tim Henman ha battuto in finale  Carlos Moyá con il punteggio di 6–3, 6–1.

### Singolare femminile
Martina Hingis ha battuto in finale  Jennifer Capriati con il punteggio di 6–1, 5–7, 6–1.

### Doppio maschile
Luis Lobo /  Javier Sánchez hanno battuto in finale  Paul Haarhuis /  Jan Siemerink con il punteggio di 6–4, 6–7, 6–3.

### Doppio femminile
Gigi Fernández /  Arantxa Sánchez Vicario hanno battuto in finale  Lindsay Davenport /  Nataša Zvereva con il punteggio di 6–3, 6–1.